# Melanargia duponti
Melanargia duponti är en fjärilsart som beskrevs av Reverdin 1927. Melanargia duponti ingår i släktet Melanargia och familjen praktfjärilar. Inga underarter finns listade i Catalogue of Life.